# Karina Weber
Karina Weber (* 29. Juni 1962 in Hamburg) ist eine deutsche Politikerin (AfD, früher: Schill, CDU).

## Leben
Weber ist geschieden und hat eine erwachsene Tochter. Sie ist gelernte Rundfunkjournalistin und Redakteurin und arbeitete vor ihrem Eintritt in die Hamburgische Bürgerschaft als Redakteurin bei Radio 1 in Bayern, als Reporterin und Moderatorin bei AlsterRadio in Hamburg sowie als Talkredakteurin für eine Sat.1-Sendung. Seit Beendigung der politischen Arbeit als Abgeordnete arbeitet Weber als freie Journalistin.
Seit ihrer Jugend ist sie Dressur- und Springreiterin. 1978 war sie Hamburger Juniorenmeisterin im Dressurreiten und nahm an Deutschen Meisterschaften teil. Mittlerweile reitet sie bis zur Klasse S. So lagen ihre journalistischen Anfänge im Bereich des Pferdesportjournalismus. Sie berichtete viele Jahre vom Deutschen Dressur- und Springderby in Hamburg Klein Flottbek.

## Politik
Weber war von Oktober 2001 bis März 2004 Mitglied der Bürgerschaft der Freien und Hansestadt Hamburg für die Partei Rechtsstaatlicher Offensive. Als Bürgerschaftsabgeordnete war sie Mitglied des Kultur- sowie des Jugend- und Sportausschusses. Sie war Jugend- und sportpolitische Sprecherin der Partei Rechtsstaatlicher Offensive.
Weber war 2010 Fraktionsmitglied der CDU in der Bezirksversammlung in Hamburg Altona. Sie war nachgerückt, weil Peter Wentzel Staatsrat der Wirtschaftsbehörde wurde und somit die Bezirksfraktion verlassen hat. Sie war Mitglied des Planungsausschusses sowie des Haushaltsausschusses.
Bei der Bürgerschaftswahl 2015 kandidierte sie auf Platz 22 der AfD-Landesliste und Platz 3 der Wahlkreisliste Blankenese, verfehlte aber den Einzug in die Bürgerschaft.